# Пинкинс, Тоня
Тоня Пинкинс (англ. Tonya Pinkins; род. 30 мая 1962, Чикаго, Иллинойс) — американская актриса и певица, добившаяся наибольшего успеха благодаря выступлениям на бродвейской сцене. В 1992 году Пинкинс выиграла премию «Тони» за роль второго плана в мюзикле Jelly’s Last Jam, а затем ещё дважды номинировалась на награду за главные роли в Play On! и Caroline, or Change. Также Пинкинс за свою карьеру выиграла «Драма Деск», Obie и NAACP, а также номинировалась на премию Лоренса Оливье.
Пинкинс родилась и выросла в Чикаго, штат Иллинойс, и окончила Университет Карнеги — Меллон в Питтсбурге. После она отправилась в Нью-Йорк, где дебютировала на театральной сцене. В Нью-Йорке она совмещала театральную карьеру с ролью в дневной мыльной опере «Как вращается мир», где снималась с 1983 по 1986 год. В 1991 году она присоединилась к мыльной опере «Все мои дети», играя роль Ливии Фрей. Эту роль она играла на регулярной основе с 1991 по 1995, а затем периодически возвращалась к шоу с 2003 по 2009 год. В 1995 году она исполнила одну из главных ролей в недолго просуществовавшей синдицированной медицинской драме «Университетская больница», а в 2000-х появилась с гостевыми ролями в «Защитник», «Мыслить как преступник», «Закон и порядок» и «Ищейка». В 2009 году Пинкинс имела второстепенные роли в сериалах «24 часа» и «Армейские жёны».
Пинкинс сыграла множество ролей на театральных сценах, включая Бродвей, Офф-Бродвей, региональные театры и Королевский национальный театр в Лондоне. Её наибольшем успехом можно считать роль в мюзикле Caroline, or Change, с которым она выступала по обе стороны океана с 2003 по 2007 год. Затем она выступала в бродвейских пьесах Radio Golf и A Time to Kill, а в 2014 году вернулась к музыкальным корням с ролью в Holler If Ya Hear Me. В 2015 году она взяла на себя главную роль в пьесе режиссёра Синтии Никсон Rasheeda Speaking.
В разные годы Пинкинс имела роли второго плана в кинофильмах «Бит Стрит» (1984), «Ничего не вижу, ничего не слышу» (1989), «Над кольцом» (1994), «Зачарованная» (2007) и «Под маской жиголо» (2013).